# 鳳龍弐号
鳳龍弐号（ほうりゅうにごう）は九州工業大学衛星開発プロジェクトが開発した超小型人工衛星。2012年5月18日H-IIAロケット21号機に、しずくのピギーバック衛星として打上げられた。

## 開発
2006年初頭に九工大衛星開発プロジェクトが発足した。鳳龍は同プロジェクトのメンバーにより設計、製作、運用を行う超小型衛星で、九州工業大学の校章に因んで命名された。
九州工業大学100周年を記念して鳳龍（一号機、CubeSat）が製作された。当初はインドからの打ち上げを予定していたものの打ち上げ延期が続き、2010年10月6日に後継機である鳳龍弐号機がJAXAのH2Aロケットに相乗り衛星として搭載されることが決定し、開発は鳳龍弐号機に移行した。

## 設計
本衛星の目的は、
- 低軌道上での300V発電
- 放電抑制用フィルムの劣化実証
- 帯電抑制電子エミッタフィルム（ELF 素子）の軌道上実証
- 地上民生用技術を転用した衛星表面電位計の軌道上実証
- デブリセンサによるデブリ観測
- SCAMPの軌道上実証 （SCAMP: Surrey Camera Payload）
- カメラ撮影画像を利用した地域貢献と衛星データ利用人材育成プログラムへの教材提供

といったものである。

## 運用
2012年5月18日、鳳龍弐号は、H-IIAロケット21号機により、しずく・アリラン3号・SDS-4とともに打ち上げられた。
2012年7月8日、主目的のひとつだった高電圧発電実験が行われ、30分間にわたって330-350Vの電圧を発生させた。宇宙空間における太陽光発電としては過去最大の電圧となった（これ以前は国際宇宙ステーションの160Vが最高）。